# Major Grubert
Major Grubert ist die Hauptfigur in mehreren kleineren und größeren Comic-Storys des französischen Comic-Künstlers Jean Giraud alias Moebius.

## Veröffentlichungen
1. Jagd auf Franzosen im Urlaub (Kurzgeschichte, 6 Seiten, 1974)
2. Der tödliche Major (Kurzgeschichte, 13 Seiten, 1974)
3. Die hermetische Garage (1976–1979)
4. Reise ins Zentrum eines treulosen Körpers (Kurzgeschichte, 1986)
5. Der Mann von der Ciguri (1996)
6. Le Major (2011, noch nicht auf Deutsch erschienen)

## Fiktive Biographie
Major Grubert wurde 1958 in Baden-Oos, West-Deutschland, als Sohn einer Schwedin und eines Deutschen geboren. Während des Vietnamkrieges streifte er zufällig den kleinen Zeitspringerzirkel in Angkor und wurde in entfernte Raum-Zeit-Regionen versetzt. Anscheinend arbeitete er 13 Jahre lang in den Laboren der sogenannten Raum-Magier, wo er besonders die Phänomene der Nodalen Entropie des galaktischen Gewebes studierte. Bei seiner Forschungsarbeit entdeckte er schließlich das Geheimnis der Unsterblichkeit und erschuf später ein eigenes, hermetisches Universum (siehe Hermetik), das sich aus drei Ebenen zusammensetzte. Sein Kennzeichen ist der koloniale Tropenhelm mit wilhelminischer Pickel-Spitze.